# Directional Infrared Counter Measures
Il Directional Infrared Counter Measures (DIRCM), contromisure direzionali agli infrarossi, è un sistema prodotto dalla Northrop Grumman e dalla BAE Systems, progettato per proteggere gli aerei dai missili terra-aria spalleggiabili a ricerca di calore. Si tratta di un sistema leggero e compatto nato per fornire maggior protezione agli aerei militari nel corso delle missioni, rispetto alle comuni minacce presenti sui campi di battaglia. Rappresenta una soluzione più sofisticata rispetto alle contromisure infrarosse convenzionali.  
DIRCM è diventato un termine usato come definizione generica dei sistemi di contromisure contro i sistemi d'arma all'infrarosso che agiscono localizzando la minaccia e dirigendogli energia contro.
I missili contraerei portatili (MAN Portable Air Defense System, MANPADS - sistemi per la difesa aerea portabili da un uomo) come i FIM-92 Stinger e SA-7 Grail a guida all'infrarosso sono la principale minaccia nel volo a bassa quota.
Gli aerei ed elicotteri da trasporto sono particolarmente vulnerabili per la loro limitata agilità.
Sono un'arma adatta anche ad attacchi terroristici contro aerei in decollo ed atterraggio appostandosi presso gli aeroporti.
I sistemi di difesa disponibili a bordo degli aerei ed elicotteri sono normalmente costituiti da un Missile Approach Warner (MAW) che localizza il missile in partenza dalla componente ultravioletta della scia del motore e lanciatori di flare per confonderne i sensori.

## AAQ-24 Nemesis
Per una difesa più efficace, Northrop Grumman e Bae Systems hanno progettato un sistema per neutralizzare i sensori dei missili basato sull'approccio DIRCM. 
Si tratta in pratica di un'arma ad energia diretta, un laser all'infrarosso da puntare contro il missile in arrivo per accecarne il sensore.
Il sistema di contromisura denominato AAQ-24 Nemesis, consiste di un MAW AAR-54, una torretta laser (Small Laser Targeting Assembly, SLTA) e l'elettronica necessaria per l'integrazione ed il controllo.
Nella prima versione, il segnale di disturbo era generato da una lampada a incandescenza, in seguito sostituita da un sistema a diodi a semiconduttore denominato GUARDIAN.
Il programma, iniziato nel 1995, prevedeva l'entrata in servizio nel giugno 1997, ma ci sono stati dei ritardi per problemi nella realizzazione del trasmettitore e di compatibilità elettromagnetica con altri sistemi di bordo. 
Nell'ottobre 1997 sono iniziate le prove in volo su un elicottero Sea King della Westland, presso lo stabilimento di Yeovil, Inghilterra. 
Nel 2004 l'ALQ-24 Nemesis era già impiegato sui McDonnell Douglas C-17 Globemaster III della RAF e dell'USAF, sui  Lockheed AC-130 e MC-130 dell'USAF Special Operations Command e sui C-130J della RAF nell'ambito del programma LAIRCM (Large Aircraft InfraRed Counter Measures). 
Ogni aereo ha una torretta su ogni lato della fusoliera. Ogni torretta può ingaggiare due missili contemporaneamente lavorando in time-sharing, inoltre è possibile lo scambio informazioni tra le torrette. 
L'United States Air Force prevede di installare l'ALQ-24 Nemesis anche sui Bell CV-22 Osprey.
La RAF prevede l'impiego del DIRCM anche sugli aerei cisterna, gli aerei ed elicotteri da trasporto compresi i trasporto VIP. 

## Elettronica SpA
Elettronica SpA, azienda italiana che operà nel settore della difesa ha sviluppato un suo sistema DIRCM, denominato  ELT\572, integrato nella suite di guerra elettronica dell'elicottero AgustaWestland AW101 nella versione CSAR (Combat Search And Rescue) e degli aerei da trasporto tattico C-130J e C-27J. 

## Altri costruttori
Nel 2004 è iniziato un programma per installare un sistema DIRCM prodotto dalla Rafael su aerei ed elicotteri civili e militari israeliani. 
Diverse nazioni stanno valutando la possibilità di installare in futuro sistemi DIRCM su diversi tipi di aerei ed elicotteri anche commerciali.